# BMW X2 I
La BMW X2 I est un crossover compact (ou Sport Activity Coupe) produit par le constructeur automobile allemand BMW de 2018 à 2023.

## Présentation
La BMW X2 est présentée sous forme d'un concept car au salon automobile de Paris en 2016. Le constructeur bavarois dévoile la version de série de son crossover compact X2 (F39) le 11 octobre 2017 au Brand Store BMW à Paris, et le commercialise sur le marché en mars 2018.
La X2 se distingue de son homologue la X1 par un design unique mêlant sportivité racée des coupés, ses passages de roues anguleux et sa ligne de toit presque fuyante. La célèbre calandre en double haricot a été retravaillée pour s'élargir vers le bas et le logo de la marque est également positionné sur le montant arrière comme les anciens coupés classiques de la marque tels que la 2000 CS ou la 3.0 CSL.
La X2 se positionne dans la gamme des SUV BMW entre la X1 et la X3, malgré des dimensions inférieures à la X1 (4,36 m contre 4,44 m). La logique de la gamme BMW voulant que les numéros impairs représente les versions « familiales » avec les berlines et les SUV, et les numéros pairs représentant les versions « sportives » avec les coupés et les roadsters, la X2 étant ainsi appelée « Sport Activity Coupé » par BMW.

BMW X2
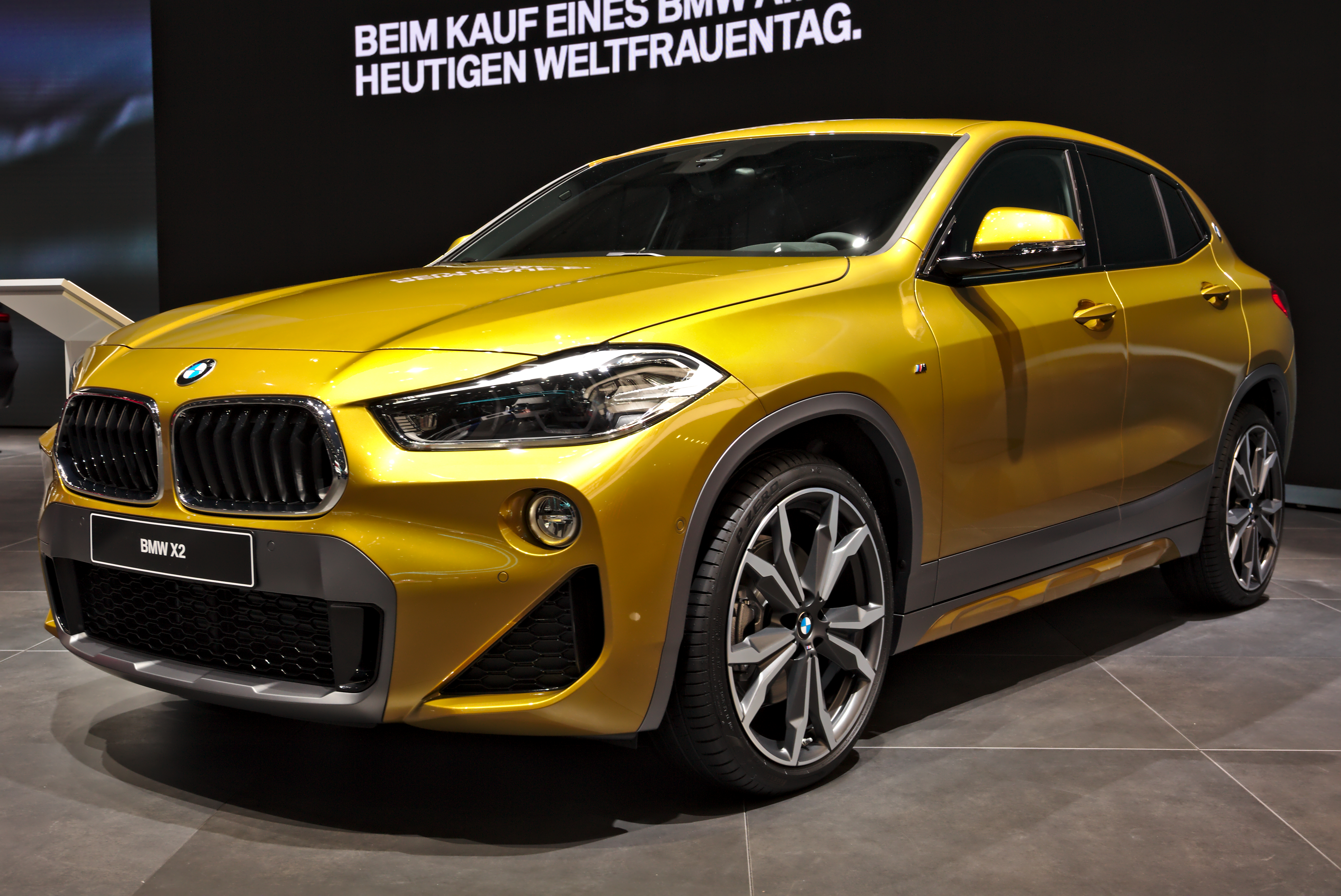
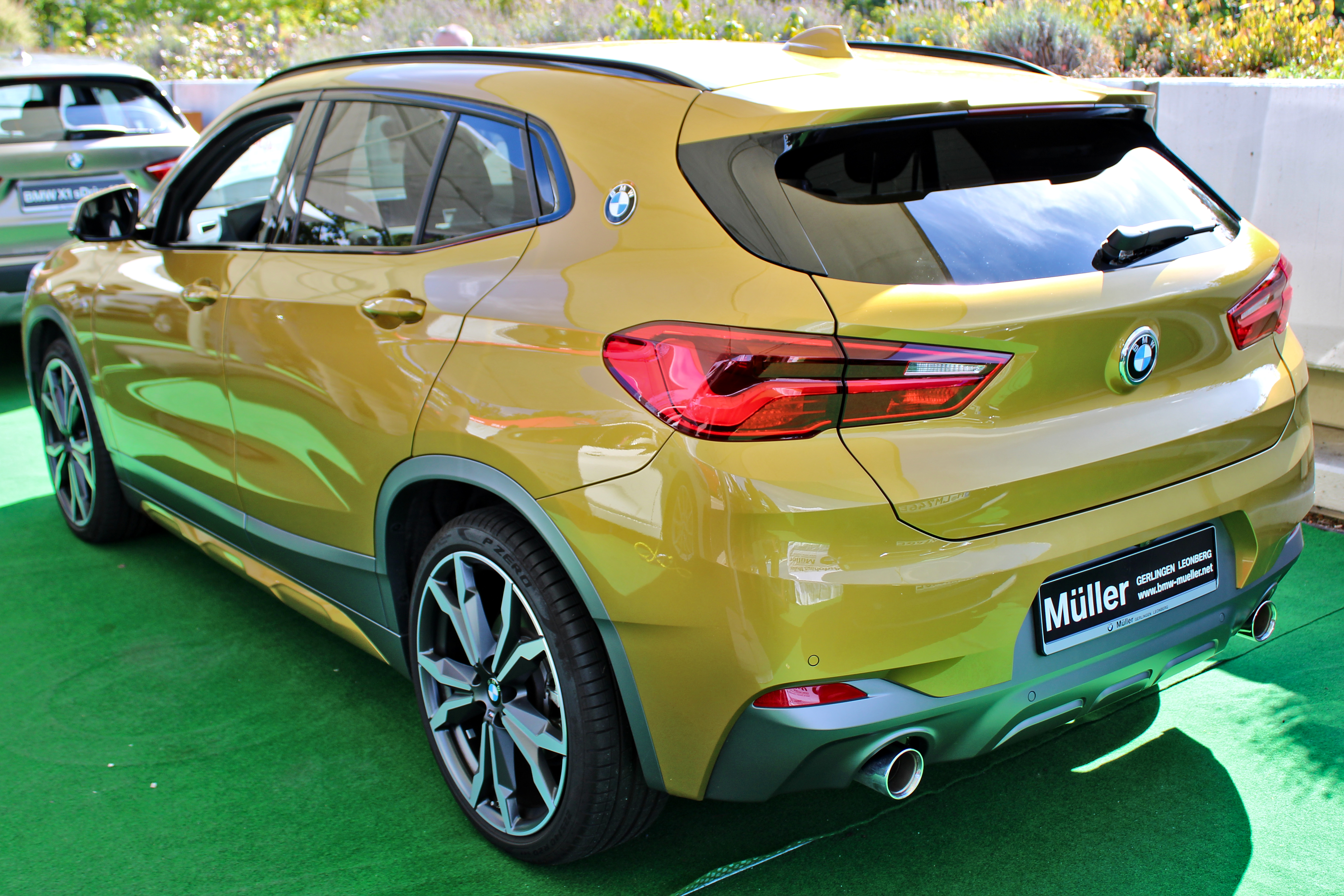
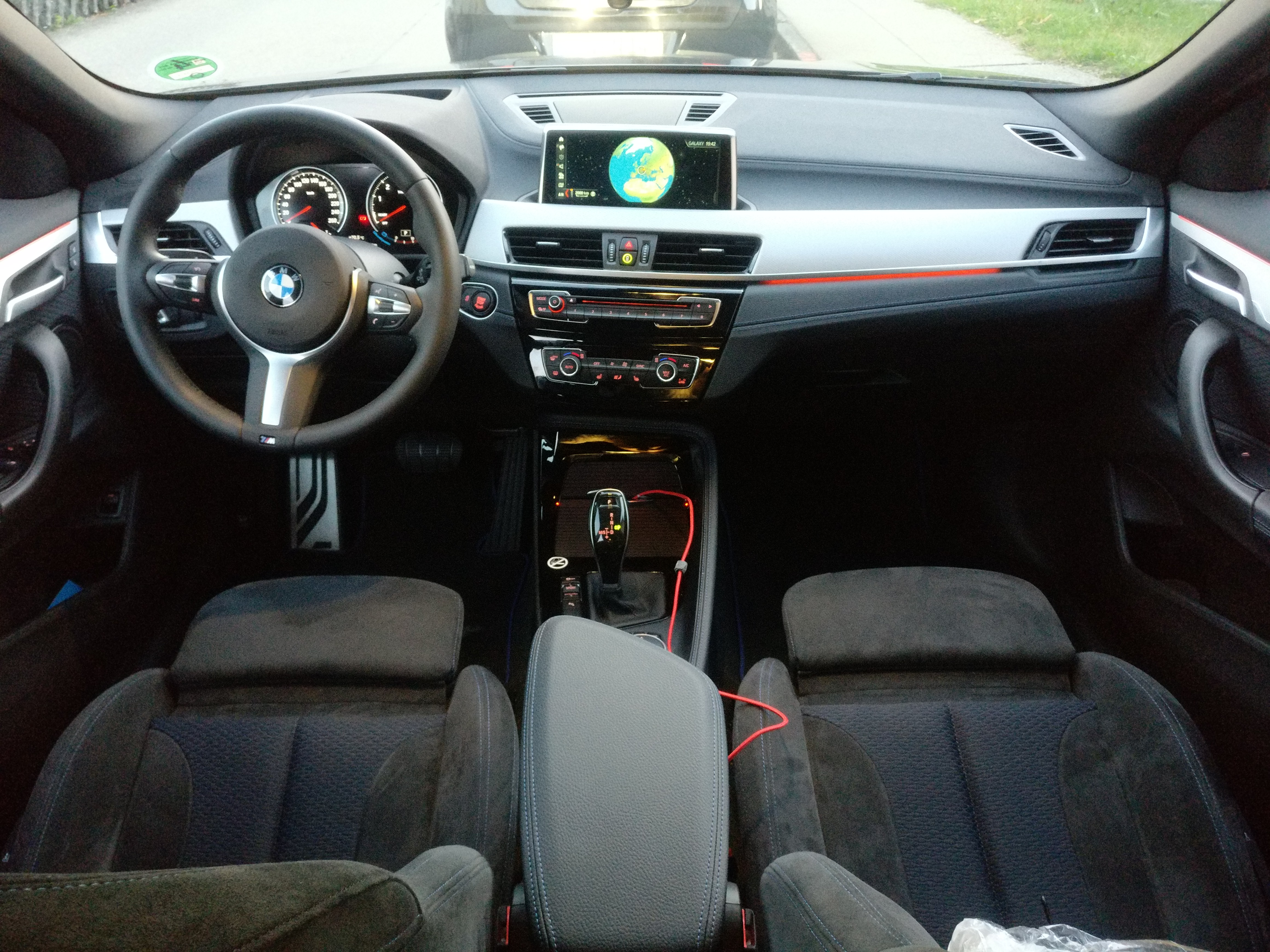

## Caractéristiques techniques
Au lancement, trois motorisations seront disponibles : un essence, le sDrive20i (192 ch) et deux diesel : le xDrive20d (190 ch) et le xDrive25d (231 ch). À la fin du premier semestre 2018 viendront s'ajouter d'autres motorisations, la X2 sDrive18i 3-cylindres (140 ch) et la X2 sDrive18d, xDrive18d (150 ch) et xDrive20i 4 cylindres (192ch).
Notons également que la version essence sDrive20i reçoit une toute nouvelle transmission à double embrayage Steptronic Sport à 7 rapports comme sur la BMW X1. Le châssis a été revu pour optimiser l'agilité et le dynamisme avec un réglage d'amortissement plus ferme et des suspensions plus rigides. Les équipements technologiques ont été mis à jour avec un nouveau combiné d'instruments ainsi que les différents systèmes d'aides à la conduite (pilote semi-automatique etc.).
En septembre 2018, le BMW X2 reçoit un moteur sportif M35i développé par la branche sportive de BMW, BMW M Performance, le 4 cylindres 2.0 turbo porté par une puissance de 306 ch.

### Motorisations
Les valeurs entre parenthèses correspondent à la variante équipée de la transmission intégrale xDrive tandis que ceux indiqués en sDrive correspondent à des modèles traction.
Les chiffres de consommation de carburant et de pollution correspondent aux chiffres maximaux proposés par le constructeur.

### Essence
| Logo de BMW                  | BMW X2                               | BMW X2                               | BMW X2                               |
| Logo de BMW                  | sDrive18i                            | sDrive20i / xDrive20i                | M35i                                 |
| ---------------------------- | ------------------------------------ | ------------------------------------ | ------------------------------------ |
| Moteur                       | 3-cylindres en ligne                 | 4-cylindres en ligne                 | 4-cylindres en ligne                 |
| Alimentation                 | Turbocompressé                       | Turbocompressé                       | Turbocompressé                       |
| Cylindrée (cm3)              | 1499                                 | 1998                                 | 1998                                 |
| Puissance maximale (ch) [kW] | 140                                  | 192                                  | 306                                  |
| au régime de (tr/min)        | 4600 à 6500                          | 5000 à 6000                          | 5000 à 6250                          |
| Couple maximal (N m)         | 220                                  | 280                                  | 450                                  |
| au régime de (tr/min)        | 1480 à 4200                          | 1350 à 4600                          | 1750 à 4500                          |
| Boîte de vitesses            | Steptronic 7 / Steptronic 8 (xDrive) | Steptronic 7 / Steptronic 8 (xDrive) | Steptronic 7 / Steptronic 8 (xDrive) |
| Transmission                 | Propulsion                           | Propulsion / Intégrale               | Intégrale                            |
| Vitesse maximale (km/h)      | 205                                  | 227 / 224                            | 250                                  |
| 0-100 km/h (s)               | 9,6                                  | 7,7 / (7,8)                          | (5,0)                                |
| Consommation (L/100 km)      | 5,8                                  | 5,9 / (6,7)                          | (6,9-7,1)                            |
| Émissions de CO2 (g/km)      | 133                                  | 134 / (152)                          | (158-161)                            |
| Capacité du réservoir (ℓ)    | 51                                   | 51                                   | 51                                   |
| Masse à vide (kg)            | 1490                                 | 1535 / 1615                          | 1685                                 |
| Norme environnementale       | Euro 6d Temp                         | Euro 6d Temp                         | Euro 6d Temp                         |

### Diesel
| Logo de BMW                  |                      | BMW X2                | BMW X2                | BMW X2               |
| Logo de BMW                  | sDrive16d            | sDrive18d / xDrive18d | sDrive20d / xDrive20d | xDrive25d            |
| ---------------------------- | -------------------- | --------------------- | --------------------- | -------------------- |
| Moteur                       | 3-cylindres en ligne | 4-cylindres en ligne  | 4-cylindres en ligne  | 4-cylindres en ligne |
| Alimentation                 | Turbocompressé       | Turbocompressé        | Turbocompressé        | Turbocompressé       |
| Cylindrée (cm3)              | 1496                 | 1995                  | 1995                  | 1995                 |
| Puissance maximale (ch) [kW] | 116                  | 150                   | 190                   | 231                  |
| au régime de (tr/min)        | 4000                 | 4000                  | 4000                  | 4400                 |
| Couple maximal (N m)         | 270                  | 350                   | 400                   | 450                  |
| au régime de (tr/min)        | 1750 à 2500          | 1750 à 2500           | 1750 à 2500           | 1500 à 3000          |
| Boîte de vitesses            | Mécanique 6 rapports | Steptronic 8          | Steptronic 8          | Steptronic 8         |
| Transmission                 | Traction             | Traction/Intégrale    | Traction / Intégrale  | Intégrale            |
| Vitesse maximale (km/h)      | 192                  | 207 / 206             | 224 / 221             | 237                  |
| 0-100 km/h (s)               | 11,5                 | 9,3 / (9,2)           | 7,9 / (7,7)           | (6,7)                |
| Consommation (L/100 km)      | 3,7/4,7/4,1          | 4,7 / (5,2)           | 4,4-4,7 / (4,8)       | (5,3)                |
| Émissions de CO2 (g/km)      | 105                  | 121 / (137)           | 115-123 / (126)       | (139)                |
| Capacité du réservoir (ℓ)    | 51                   | 51                    | 51                    | 51                   |
| Masse à vide (kg)            | 1475                 | 1 610 / (1 655)       | 1 615 / (1 675)       | (1 660)              |
| Norme environnementale       | Euro 6               | Euro 6d Temp          | Euro 6d Temp          | Euro 6d Temp         |

## Finitions
- Premiere
- Lounge
- Lounge Plus (à partir de juin 2018)
- M Sport
- M Sport X

### Séries limitées
- Rebel Edition (2018), en Italie uniquement[8]
- M Mesh Edition (2020)[9]
- GoldPlay Edition (2022)[10]

## Concept car
Au Mondial de l'automobile de Paris 2016 BMW a dévoilé le BMW X2 Concept préfigurant fidèlement la version de série du X2, futur concurrent du Mercedes GLA. Le X2 Concept est basé sur la plateforme du X1, et son design, signé par Sebastian Simm, est moins orienté coupé que ses grands frères X4 et X6, avec une vitre arrière peu inclinée et une ligne classique.

BMW X2 Concept au Mondial de l'Automobile de Paris 2016
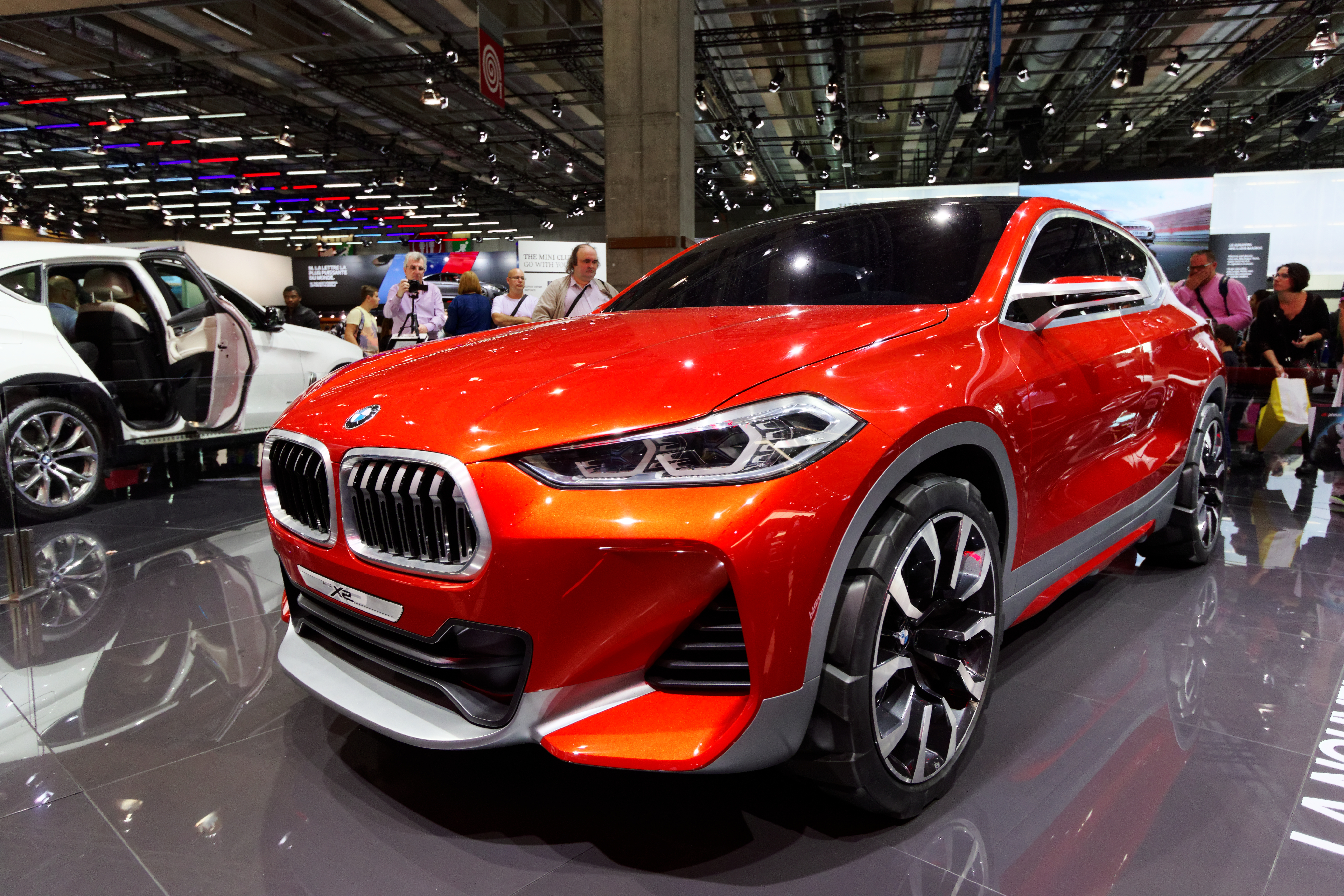
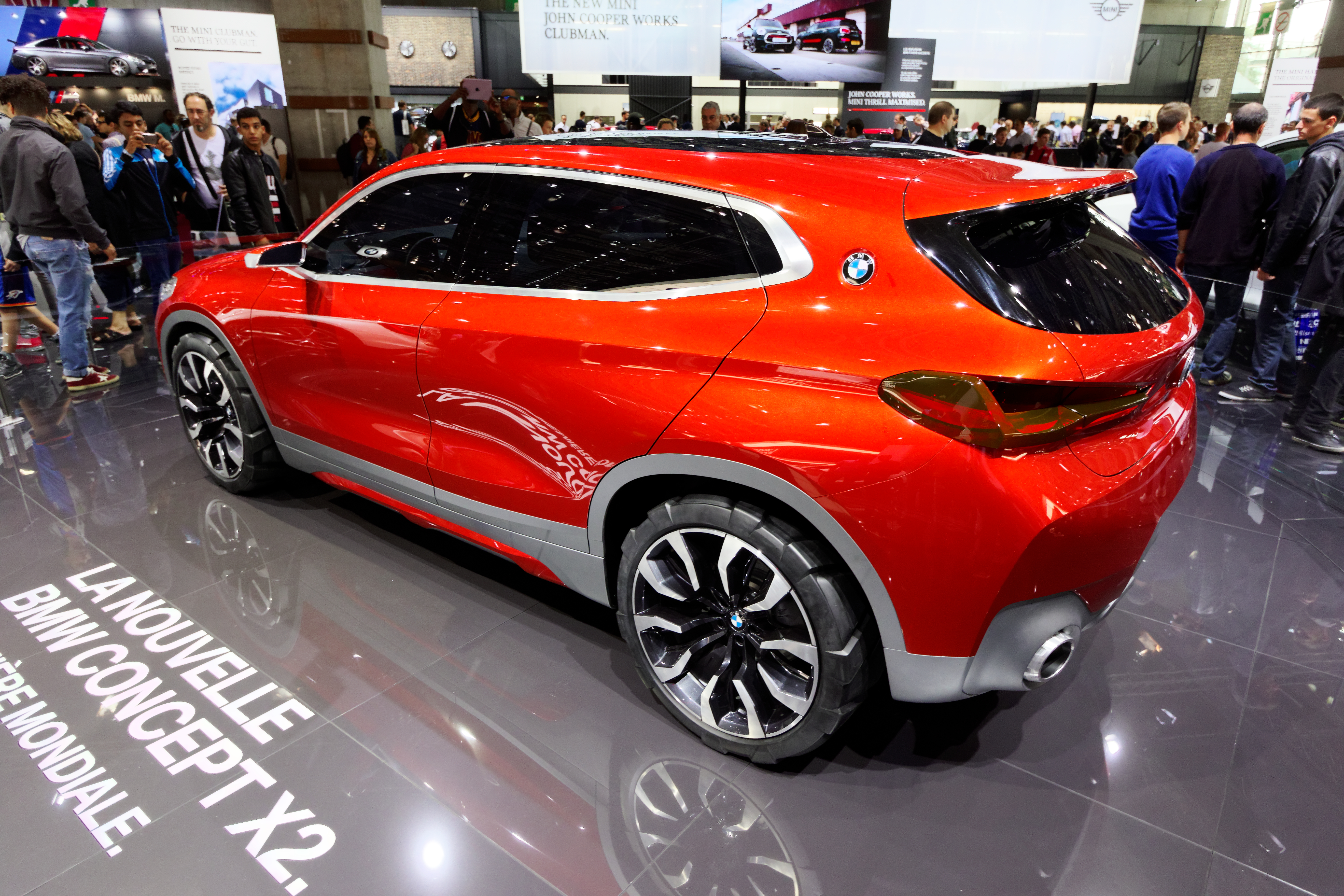
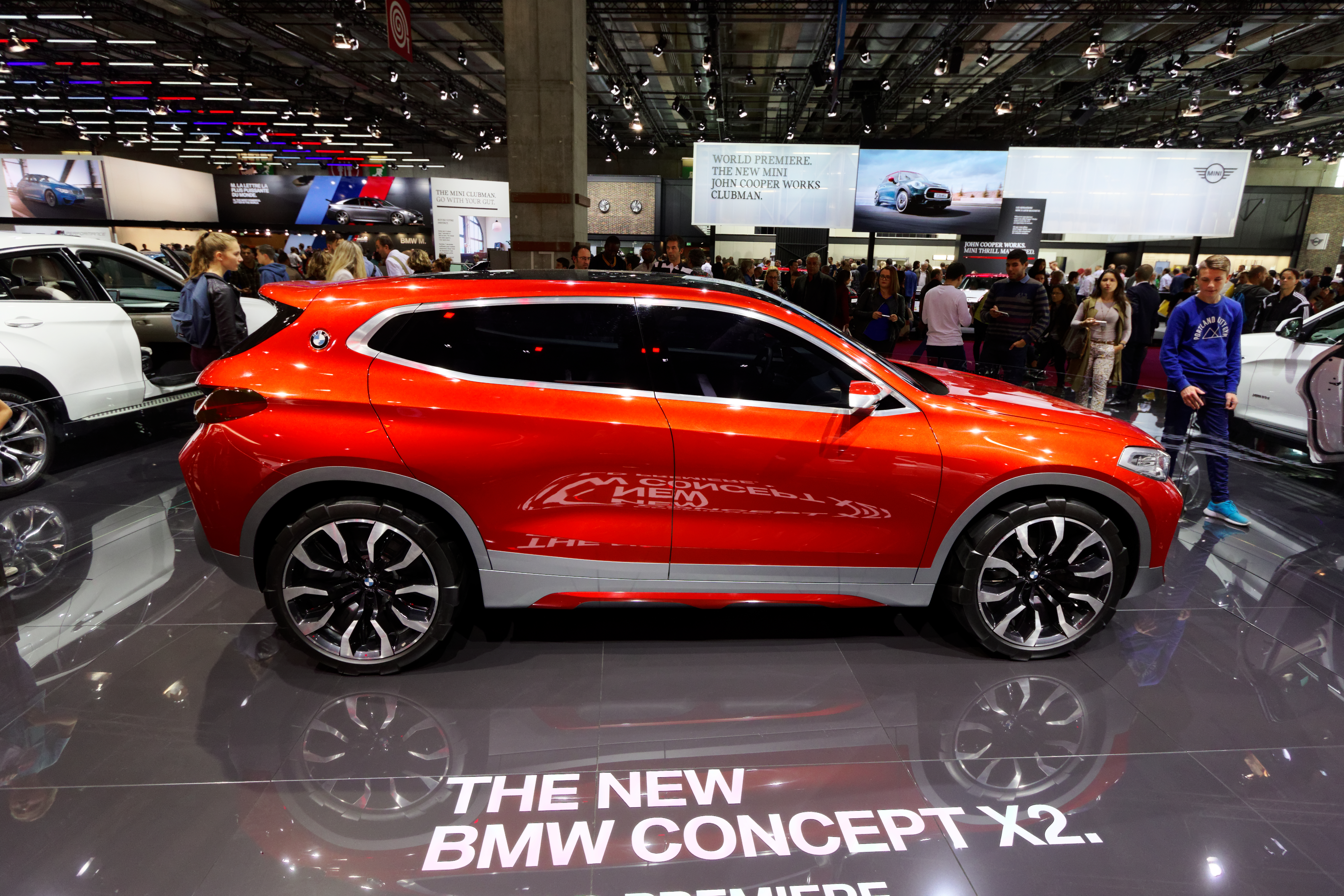